# Kleftové

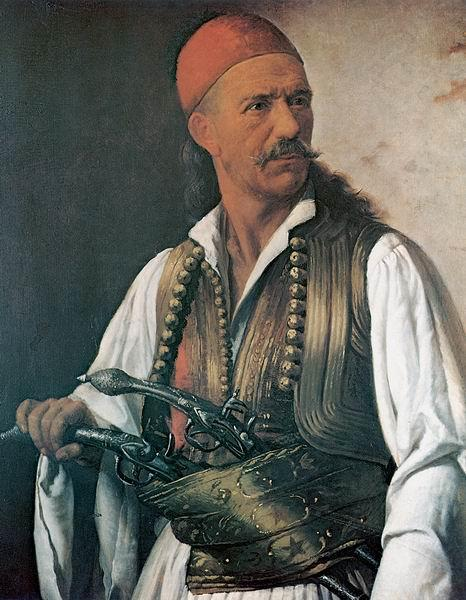
Dimitrios Makris, řecký náčelník kleftů v 19. století

Kleftové (řecky κλέφτης, plurál κλέφτες kleftis, kleftes, což původně znamenalo pouze zloději) byli řečtí bandité a bojovní horalé, kteří žili na venkově v období nadvlády Osmanské říše nad Řeckem. Vzhledem k vývoji řecko-tureckých vztahů má nyní termín kleft spíše pozitivní význam a označuje Řeky žijící v tehdejší době.
Kleftové za osmanské éry byli většinou lidé snažící se uniknout pomstě, daním, dluhům a stíhání osmanskou správou. Pořádali nájezdy na lidi cestující jejich územím či na izolované osady a žili v nepřístupných horách a odlehlých krajích.
Slova jako kleptomanie a kleptokracie jsou stejného původu jako termín kleft. Pocházejí od slova κλέπτειν, což znamená „krást“.